# SV Prussia-Samland Königsberg
SV Prussia-Samland Königsberg was een Duitse voetbalclub uit de Oost-Pruisische hoofdstad Koningsbergen (Königsberg), dat tegenwoordig het Russische Kaliningrad is.

## Geschiedenis
Na onenigheden binnen de club SC Ostpreußen Königsberg verlieten enkele leden de club en richtten op 17 april 1904 FC Prussia 1904 Königsberg op. Datzelfde jaar was de club een van de stichtende leden van de Königsbergse voetbalbond en ging de club in de stadscompetitie spelen. De club eindigde laatste op vier clubs. Het volgende seizoen werd de naam gewijzigd in SC Prussia 1904. De volgende drie seizoenen kon de club geen enkele wedstrijd winnen. In 1908 werd de Baltische voetbalbond opgericht en werd de Königsbergse bond opgeheven. De Baltische bond mocht datzelfde jaar nog een deelnemer afvaardigen voor de nationale eindronde. In Oost-Pruisen speelden de clubs met rechtstreekse uitschakeling tegen elkaar. Prussia kreeg een draai om de oren (10-1) van Sportzirkel Samland 1904 Königsberg en was uitgeschakeld. Op 8 juli van dat jaar fuseerde de club met Sportzirkel Samland tot Sportvereinigung Prussia-Samland 1904 Königsberg.
In 1910 plaatste de club zich voor het eerst voor de eindronde om de Baltische titel en won daar de finale met 2-1 van BuEV Danzig en stootte zo door naar de eindronde om het Duitse landskampioenschap. De club speelde daar eerst nog een voorronde tegen het Berlijnse FC Tasmania Rixdorf en verloor met 1-5. Op lokaal vlak had de club zware concurrentie van VfB Königsberg, dat zich meestal plaatste voor de Baltische eindronde.
In 1913 slaagde de club er wel weer in om zich voor de eindronde te plaatsen en won daar met duidelijke cijfers in de voorrondes tegen SV 1910 Allenstein en Lituania Tilsit en speelde in de finale opnieuw tegen BuEV Danzig en won met 7-1. Bij de tweede deelname aan de Duitse eindronde trof de club opnieuw een club uit Berlijn. Deze keer was het Berliner TuFC Viktoria 89 die gehakt maakte van de club met 6-1. Ook het volgende seizoen won de club de Baltische eindronde en kreeg in de Duitse eindronde opnieuw het deksel op de neus, deze keer van VfB Leipzig (1-4).
Door de Eerste Wereldoorlog lag de competitie enkele jaren stil. In het eerste naoorlogse seizoen plaatste de club zich voor de eindronde in Oost-Pruisen en versloeg eerst Lituania Tilsit met 12-1 en daarna Masovia Lyck met 8-0. In de daaropvolgende Baltische eindronde moest de club het afleggen van Titania Stettin en VfL Danzig. De volgende jaren nam VfB Königsberg de rol van toonaangevende club weer over en Prussia-Samland kon zich pas in 1926 opnieuw voor de eindronde in Oost-Pruisen plaatsen, omdat dat jaar twee clubs uit Königsberg mochten deelnemen dan nog. VfB won alle wedstrijden en Prussia-Samland werd derde na Viktoria Allenstein en was uitgeschakeld. Het volgende seizoen plaatste de club zich wel voor de Baltische eindronde met zes clubs en werd vijfde. De volgende drie seizoenen werd de club telkens in de Oost-Pruisische eindronde uitgeschakeld na een derde plaats achter aartsrivaal VfB en SpVgg Memel.
In 1930/31 slaagde de club er nog eens in om Baltische kampioen te worden en deel te nemen aan de Duitse eindronde, waar Holstein Kiel de club in de eerste ronde wipte met 3-2. Het volgende seizoen slaagde de club er niet in om de Baltische eindronde te halen, maar in 1932/33 wel na een tweede plaats achter Hindenburg Allenstein. Prussia-Samland werd voor de vierde keer Baltisch kampioen. In de Duitse eindronde werd de club met 7-1 verpletter door Beuthener SuSV. Door de strenge winters in het Baltische gebied werd de competitie van 1932/33 in 1931 al begonnen en de geplande competitie van 1933/34 al in 1932. De competitie was halverwege toen de NSDAP aan de macht kwam in Duitsland en het voetbal in Duitsland grondig herstructureerde.
De talloze regionale competities werden vervangen door de Gauliga, die ook nog zestien reeksen telde. De clubs uit Oost-Pruisen gingen samen met de clubs uit Danzing-Elbing in de Gauliga Ostpreußen spelen en de eindstand van de reeds gespeelde competitie voor 1933/34 was hiervan wel van belang. Prussia-Samland eindigde samen met Rasensport-Preußen Königsberg eerste en plaatste zich dus voor de Gauliga.
Na een derde plaats in het eerste seizoen werden ze in 1934/35 groepswinnaar, echter verloren ze de finale van Yorck Boyen Insterburg. Na dit seizoen werd de competitie hervormd. De Bezirksklasse, de tweede klasse, de voorronde van de Gauliga, waarin alle clubs uit de Gauliga en de beste tweedeklassers van het jaar ervoor speelden. De top twee van elke divisie plaatste zich voor de eigenlijke Gauliga. De club plaatste zich voor de Gauliga en werd ook daar groepswinnaar, maar verloor dan in de finale Hindenburg Allenstein.
Het volgende seizoen miste de club de eindronde en het seizoen daarna werd de club laatste in de eindronde. De Gauliga werd nu herleid naar één reeks, waarvoor de club zich kwalificeerde. VfB Königsberg, dat de voorbije jaren van op de zijlijn meekeek, werd opnieuw de dominerende club van de stad en Prussia-Samland slaagde er niet meer in om kampioen te worden.
In 1944 werden de activiteiten gestaakt en in 1945 werd Oost-Pruisen verdeeld tussen Polen en de Sovjet-Unie waarbij Königsberg onder de Sovjet-Unie viel en Kaliningrad werd. Prussia-Samland werd opgedoekt.
De bekendste voetballer van de club was Fritz Ruchay (1909-2000) die één interland speelde voor het nationaal elftal en later nog speelde bij SV Waldhof Mannheim.

## Erelijst
Baltisch kampioen
1910, 1913, 1914, 1931, 1933